# Mortemart
Mortemart is een gemeente in het Franse departement Haute-Vienne (regio Nouvelle-Aquitaine) en telt 121 inwoners (2009). De plaats maakt deel uit van het arrondissement Bellac. Mortemart is lid van Les Plus Beaux Villages de France.

## Geografie
De oppervlakte van Mortemart bedraagt 3,6 km², de bevolkingsdichtheid is dus 33,6 inwoners per km².
De onderstaande kaart toont de ligging van Mortemart met de belangrijkste infrastructuur en aangrenzende gemeenten.

## Demografie
Onderstaande figuur toont het verloop van het inwonertal (bron: INSEE-tellingen).